# Jürgen Rauh
Jürgen Rauh (* 1961) ist ein deutscher Geograph.

## Leben
Das Studium (1982–1988) der Geographie, Statistik und Ökonometrie in Regensburg schloss er dort 1991 mit der Promotion zum Dr. phil. an. Nach der Habilitation 1998 an der Universität Regensburg ist er seit 2002 Universitätsprofessor für Sozialgeographie mit Schwerpunkt Bevölkerungsgeographie und regionalwissenschaftliche Methodenlehre an der Universität Würzburg.
Seine Forschungsgebiete sind Sozial- und Bevölkerungsgeographie, der regionalwissenschaftlichen Methodenlehre, der Regionalforschung, Telekommunikation und Verkehr der geographischen Handelsforschung sowie der Methoden, Geoinformatik und dem Geoinformationssystem GIS.

## Schriften (Auswahl)
- Standort Bajuwarenstraße in Regensburg. Handelsbetriebe und deren Einzugsbereiche. Regensburg 1989, OCLC 75938728.
- Zeitung und Region. Das Beispiel der Vertriebsplanung der Mittelbayerischen Zeitung. Regensburg 1991, OCLC 75787742.
- mit Joscha Eberle, Maike Fließbach, Ramona Kröll, Fabian Link und Anton Heigl: Konfliktfelder des innerstädtischen Einzelhandels. Eine Untersuchung in den mainfränkischen Mittelzentren. Mannheim 2016, ISBN 3-936438-84-6.
- mit Verena Meier Kruker: Arbeitsmethoden der Humangeographie. Darmstadt 2016, ISBN 978-3-534-26798-9.